# Soberanos de Sicilia
La siguiente relación de nombres es una lista de los Soberanos de Sicilia, los grandes condes y reyes que gobernaron en la isla desde el medievo hasta el siglo XIX.
Roberto Guiscardo y su hermano menor Roger conquistaron la isla de Sicilia en 10 años (1061 - 1071). Roberto concedió la isla a su hermano como Gran Condado de Sicilia. 
En 1130 nació el Reino de Sicilia como tal con capital en Palermo. El título de Rey de Sicilia, con alternancias y diferentes dinastías, duraría hasta diciembre de 1816, en algunos periodos históricos en unión con el de Rey de Nápoles. Grandes Condes y Reyes fueron también Legados Apostólicos en Sicilia desde 1098 hasta 1864. Finalmente, los reinos de Sicilia y Nápoles se unieron formalmente en el Reino de las Dos Sicilias (1816-1861).

## Duques de Sicilia (1059-1071)
El 23 de agosto de 1059, el condotiero (guerrero) Roger I de Sicilia, conocido como Guiscardo, duque de Apulia y Calabria, fue nombrado por el papa Nicolás II «duque de Sicilia» («dux Siciliae»). En 1061, Roberto y su hermano Roger, de la familia normanda Altavilla (Hauteville), partieron de la costa calabresa para conquistar Mesina. Derrotaron repetidamente a los musulmanes y ocuparon Mesina y gran parte del territorio de la isla. En 1071 cayó Catania y en 1072, Palermo. Roberto cedió la isla a su hermano como Gran Condado de Sicilia, y Roger I se convirtió en gran conde. La conquista normanda no se completó hasta veinte años más tarde, con la caída del último bastión árabe.

### Altavilla (o Hauteville) (1059-1071)
| Nobre                | Retrato | Nacido     | Finado              | Reina                | Reina | Matrimonios                                                                                       | Nota                                                        |
| Nobre                | Retrato | Nacido     | Finado              | Inicio               | Final | Matrimonios                                                                                       | Nota                                                        |
| -------------------- | ------- | ---------- | ------------------- | -------------------- | ----- | ------------------------------------------------------------------------------------------------- | ----------------------------------------------------------- |
| Roberto el Guiscardo |         | 1015 circa | 17 de julio de 1085 | 23 de agosto de 1059 | 1071  | (1) Alberada de Buonalbergo un hijo y una hija (2) Sigelgaita de Salerno tres hijos y cinco hijas | Hijo de Tancredo de Altavilla, señor de (señor de Cotentin) |

## Gran Condado de Sicilia (1071-1130)
Roberto Guiscardo partió de Sicilia en 1071 y nombró a su hermano Roger Guiscardo gran conde de Sicilia. Roger permaneció formalmente como vasallo de su hermano hasta 1085.

### Altavilla (o Hauteville)(1071-1130)
| Nombre              | Retrato | Nacido                  | Finado                   | Reino                    | Reino                                     | Matrimonio | Nota                                                           |
| Nombre              | Retrato | Nacido                  | Finado                   | Inicio                   | Final                                     | Matrimonio | Nota                                                           |
| ------------------- | ------- | ----------------------- | ------------------------ | ------------------------ | ----------------------------------------- | --- | -------------------------------------------------------------- |
| Roger I de Sicilia  |         | 1031 circa              | 22 de junio de 1101      | 1071                     | 22 de junio de 1101                       | (1) Judith de Évreux cuatro hijas (2) Eremburga de Mortain un hijo y cuatro hijas (3) Adelaida del Vasto dos hijos y dos hijas | Hijo de Tancredo de Altavilla y hermano de Roberto Guiscardo   |
| Simón               |         | 1093                    | 28 de septiembre de 1105 | 22 de junio de 1101      | 28 de septiembre de 1105                  | - | Hijo de Roger I y de Adelaida (regente)                        |
| Roger II de Sicilia |         | 22 de diciembre de 1095 | 26 de febrero de 1154    | 28 de septiembre de 1105 | 27 de septiembre de 1130 (deviene en Rey) | (1) Elvira de León cinco hijosy dos hijas (2) Sibila de Borgoña sin hijos (3) Beatriz de Rethel una hija póstuma               | hijo de Roger I y de Adelaida (regente hasta finales del 1112) |

Adelaida del Vasto fue regente del Gran Condado de Sicilia del 1101 al 1112.

## Reyes de Sicilia (1130-1282)
Tras el cisma del 13 de febrero de 1130 con la muerte de Honorio II, el papa Inocencio II se refugió en Francia. El antipapa Anacleto II instalado en Roma, concedió la corona real a Roger, que deseaba restaurar el antiguo reino de Sicilia (en la antigüedad Agatocles se proclamó basileus de Sicilia en Siracusa). El 27 de septiembre de 1130 obtuvo la investidura y partió hacia Palermo (Prima Sedes, Corona Regis et Regni Caput) donde se hizo aclamar rey por una asamblea popular el 25 de diciembre de 1130 (la convocatoria de la Curiae generales representa la primera asamblea legislativa del Parlamento del Reino de Sicilia y así es como  se puede hablar del primer parlamento en sentido moderno), y fue coronado Rex Siciliae, ducatus Apuliae et principatus Capuae (rey de Sicilia), probablemente por el arzobispo Pedro.

### Altavilla (1130-1198)
| Nombre                | Retrato | Nacido                  | Finado                  | Reinado                   | Reinado                            | Matrimonio | Nota |
| Nombre                | Retrato | Nacido                  | Finado                  | Inicio                    | Final                              | Matrimonio | Nota |
| --------------------- | ------- | ----------------------- | ----------------------- | ------------------------- | ---------------------------------- | --- | --- |
| Roger II de Sicilia   |         | 22 de diciembre de 1095 | 26 de febrero de 1154   | 27 de septiembre de 1130  | 26 de febrero de 1154              | (1) Elvira de León cinco hijos y dos hijas (2) Sibila de Borgoña sin hijos (3) Beatriz de Rethel una hija póstuma | |
| Guillermo I el Malo   |         | 1131                    | 7 de mayo de 1166       | 26 de febrero de 1154     | 7 de mayo de 1166                  | Margarita de Navarra y Sicilia quattro figli                                                                      | Hijo de Roger II y de Elvira de Castilla                                                                    |
| Guillermo II el Bueno |         | diciembre 1153          | 18 de noviembre de 1189 | 7 de mayo de 1166         | 18 de noviembre de 1189            | Juana de Inglaterra, reina de Sicilia tal vez un hijo                                                             | Hijo de Guillermo el Malo                                                                                   |
| Tancredo de Sicilia   |         | 1138                    | 20 de febrero de 1194   | 18 de noviembre de 1189   | 20 de febrero de 1194              | Sibila de Medania dos hijos y cuatro hijas                                                                        | Primo de Guillermo el Bueno Hijo natural de Roger III de Apulia, a su vez hijo mayor de Roger II de Sicilia |
| Roger III             |         | 1175                    | 24 de diciembre de 1193 | 1193 (associato al trono) | 24 de diciembre de 1193            | Irene Ángelo sin hijos                                                                                            | Reinó junto a su padre Tancredo, pero murió antes que éste y antes de ser coronado                          |
| Guillermo III         |         | 1185                    | 1198                    | 20 de febrero de 1194     | 25 de diciembre de 1194 (depuesto) | - | Hijo de Tancredo y Sibila (que detenta la regencia)                                                         |
| Constanza I           |         | 2 de noviembre de 1154  | 27 de noviembre de 1198 | 25 de diciembre de 1194   | 27 de noviembre de 1198            | Enrique VI un hijo                                                                                                | Tía abuela de Guillermo III hija póstuma de Roger II                                                        |

### Hohenstaufen (1194-1266)
Constanza de Altavilla, hija póstuma de Roger II Rex Siciliae, se casó con Enrique de Suabia, hijo de Federico Barbarroja, rey de los romanos y emperador de los romanos, que se apoderó de la sucesión del reino de Sicilia desbancando al rey Guillermo III, hijo de Tancredo, y reinó con su esposa; al quedar viuda, Constanza reinó en nombre de su hijo Federico II de Suabia, más tarde rey de Sicilia, Jerusalén y emperador de los romanos.
| Nombre                         | Retrato | Nacido                  | Finado                   | Reinado                  | Reinado                         | Matrimonio | Nota |
| Nombre                         | Retrato | Nacido                  | Finado                   | Inicio                   | Final                           | Matrimonio | Nota |
| ------------------------------ | ------- | ----------------------- | ------------------------ | ------------------------ | ------------------------------- | --- | --- |
| Enrique I el Severo o el Cruel |         | Noviembre de 1165       | 28 de septiembre de 1197 | 25 de diciembre de 1194  | 28 de septiembre de 1197        | Constanza I un hijo | Enrique VI como Emperador                                                                                               |
| Federico I                     |         | 26 de diciembre de 1194 | 13 de diciembre de 1250  | 27 de noviembre de 1198  | 13 de diciembre de 1250         | (1) Costanza de Aragón un hijo (2) Yolanda de Jerusalén un hijo y una hija (3) Isabel de Inglaterra dos hijos y dos hijas | Hijo de Enrique y de Constanza; Federico II Emperador                                                                   |
| Enrique II                     |         | 1211 – 12 febrero       | 10 de febrero de 1242    | 1212 (asociado al trono) | 1217 (depuesto)                 | - | Hijo de Federico; Murió durante un traslado de prisión a prisión, "cayendo" por un acantilado tras un probable suicidio |
| Conrado I                      |         | 25 de abril de 1228     | 21 de mayo de 1254       | 13 de diciembre de 1250  | 21 de mayo de 1254              | Isabel de Baviera un hijo                                                                                                 | Hijo de Federico II y de Yolanda; Emperador Conrado IV                                                                  |
| Conrado II Conradino           |         | 25 de marzo de 1252     | 29 de octubre de 1268    | 21 de mayo de 1254       | 11 de agosto de 1258 (depuesto) | - | Hijo de Corrado I. Decapitado por orden de Carlos de Anjou                                                              |
| Manfredo                       |         | 1232                    | 26 de febrero de 1266    | 11 de agosto de 1258     | 26 de febrero de 1266           | (1) Beatriz de Saboya una hija (2) Elena Ducas tres hijos y dos hijas                                                     | Hijo natural de Federico I y de Blanca Lancia; usurpó el trono de su nieto Conrrado II. Muerto en batalla.              |

### Plantagenet (1254-1263)
El papa Inocencio IV concedió a Edmundo, hijo del rey Enrique III de Inglaterra, el título de rey de Sicilia en 1254, a condición de que conquistara el reino con sus propios hombres y medios. El rey, incapaz de hacer frente a los gastos de la expedición, fue amenazado con la excomunión por el papa Alejandro IV, sucesor de Inocencio, en 1258. Fue entonces cuando los barones ingleses, liderados por Simón de Montfort, ofrecieron su apoyo al rey con la condición de que firmara las Disposiciones o estatutos de Oxford. Pero las reivindicaciones sobre la isla siguieron siendo vanas. Los barones ingleses se negaron finalmente a apoyar económica y militarmente al rey en una hipotética futura invasión de Sicilia y en 1263 Edmundo perdió su título real por revocación papal.
| Nombre                                       | Retrato | Nacido              | Finado             | Reinado | Reinado | Matrimonio                                                               | Nota                              |
| Nombre                                       | Retrato | Nacido              | Finado             | Inicio  | Final   | Matrimonio                                                               | Nota                              |
| -------------------------------------------- | ------- | ------------------- | ------------------ | ------- | ------- | ------------------------------------------------------------------------ | --------------------------------- |
| Edmundo de Lancaster el Jorobado (impugnado) |         | 16 de enero de 1245 | 5 de junio de 1296 | 1254    | 1263    | (1) Aveline de Forz sin hijos (2) Blanca de Artois tres hijos y una hija | Hijo de Enrique III de Inglaterra |

### Angevinos (1266-1282)
En 1265, el papa Clemente IV designó rey de Sicilia a Carlos de Anjou, hermano del rey de Francia, Luis IX, que descendió a Italia y conquistó todo el reino de Sicilia tras vencer en la Batalla de Benevento, inaugurando así la dinastía angevina. Bajo los Angevinos, la corte real dejó Palermo y pasó a Nápoles.
| Nombre   | Retrato | Nacido              | Finado             | Reinado            | Reinado                  | Matrimonio                                                                          | Nota                                                      |
| Nombre   | Retrato | Nacido              | Finado             | Inicio             | Final                    | Matrimonio                                                                          | Nota                                                      |
| -------- | ------- | ------------------- | ------------------ | ------------------ | ------------------------ | ----------------------------------------------------------------------------------- | --------------------------------------------------------- |
| Carlos I |         | 21 de marzo de 1226 | 7 de enero de 1285 | 6 de enero de 1266 | 26 de septiembre de 1282 | (1) Beatriz de Provenza cuatro hijos y tres hijas (2) Margarita de Borgoña una hija | Pierde Sicilia en 1282, pero mantiene el reino de Nápoles |

## Reyes de Sicilia ulterior (1282-1816)
Carlos I de Anjou perdió Sicilia en 1282, debido a la revuelta de las Vísperas Sicilianas, tras lo cual la corona de la isla fue ofrecida a Pedro de Aragón, esposo de Constanza II de Sicilia.
El Reino de Sicilia quedó dividido en dos partes: la isla siciliana, en manos de los aragoneses, y la parte continental, en poder de los angevinos, reclamando ambos el título de Reino de Sicilia. La situación no se oficializó hasta la Paz de Caltabellota, en 1302.
A partir de este momento, los reyes angevinos se llamarían a sí mismos reyes de Sicilia Citerior (Sicilia Citra), con Nápoles como capital. La nueva dinastía aragonesa se llamaría reyes de Sicilia Ulterior o Sicilia Ultra (reyes de Trinacria), con Palermo como capital. De hecho, nació un nuevo reino, el Reino de Sicilia Citerior (Nápoles), que se extendía por toda la parte continental del sur de Italia.

### Reino de Sicilia

#### Barcelona (1282-1410)
| Nombre                                            | Retrato | Nacido                  | Finado                  | Reinado                  | Reinado                            | Matrimonio | Nota                                                                                           |
| Nombre                                            | Retrato | Nacido                  | Finado                  | Inicio                   | Final                              | Matrimonio | Nota                                                                                           |
| ------------------------------------------------- | ------- | ----------------------- | ----------------------- | ------------------------ | ---------------------------------- | --- | ---------------------------------------------------------------------------------------------- |
| Pedro I                                           |         | 1239                    | 11 de noviembre de 1285 | 26 de septiembre de 1282 | 11 de noviembre de 1285            | Constanza II de Sicilia cuatro hijos y dos hijas                                                                                                 | Yerno de Manfredo; Pedro III como Rey de Aragón; reinó conjuntamente con su mujer Constanza II |
| Constanza II                                      |         | 1249                    | 9 de abril de 1302      | 26 de septiembre de 1282 | 11 de noviembre de 1285            | Pedro I cuatro hijos y dos hijas | Hija de Manfredo; reinó conjuntamente con su marido Pedro I                                    |
| Jaime (Giacomo)                                   |         | 10 de agosto de 1267    | 2 de noviembre de 1327  | 11 de noviembre de 1285  | 11 de diciembre de 1295 (depuesto) | (1) Isabel de Castilla sin hijos (2) Blanca de Nápoles cinco hijos y cinco hijas (3) María de Chipre sin hijos (4) Elisenda de Moncada sin hijos | Hijo de Pedro y Constanza; Jaime II como Rey de Aragón                                         |
| Federico II de Sicilia                            |         | 13 de diciembre de 1272 | 25 de junio de 1337     | 11 de diciembre de 1295  | 25 de junio de 1337                | Leonor de Anjou cinco hijos y cuatro hijas | Hijo de Pedro y Constanza                                                                      |
| Pedro II                                          |         | Julio 1305              | 15 de agosto de 1342    | 25 de junio de 1337      | 15 de agosto de 1342               | Isabel de Carintia tres hijos y seis hijas | Hijo de Federico II                                                                            |
| Luis il Fanciullo (el niño)                       |         | 1337                    | 16 de octubre de 1355   | 15 de agosto de 1342     | 16 de octubre de 1355              | - | Hijo de Pedro II                                                                               |
| Federico III de Sicilia il Semplice (el sencillo) |         | 1 de septiembre de 1341 | 27 de julio de 1377     | 16 de octubre de 1355    | 27 de julio de 1377                | (1) Constanza de Aragón una hija (2) Antonia del Balzo sin hijos                                                                                 | Hijo e Pedro II                                                                                |
| María                                             |         | 2 de julio de 1363      | 25 de marzo de 1401     | 27 de julio de 1377      | 25 de marzo de 1401                | Martín I (Martín de Aragón) un hijo | Hija de Federico III                                                                           |
| Martín I el Joven                                 |         | 1374                    | 25 de julio de 1409     | 25 de marzo de 1401      | 25 de julio de 1409                | (1) María de Sicilia un hijo (2) Blanca de Navarra un hijo                                                                                       | Sucede a María de Sicilia (su mujer)                                                           |
| Martín II de Sicilia el Viejo                     |         | 29 de julio de 1356     | 31 de mayo de 1410      | 25 de julio de 1409      | 31 de mayo de 1410                 | (1) María de Luna tres hijos y una hija (2) Margarita de Prades sin hijos                                                                        | Rey de Aragón, hijo de Pedro IV de Aragón y padre de Martín I (el Joven)                       |

### Periodo Virreinal
A la muerte de Martín II, comenzó un interregno de dos años, caracterizado por la agitación. Durante este periodo, la regencia de la isla fue confiada formalmente hasta 1416 a Blanca de Navarra (1387-1441), viuda de Martín I, designada vicaria (delegada) del rey de Aragón en Sicilia, a quien sucedió por el Compromiso de Caspe de 1412 la rama de la casa de Trastámara en Aragón. Con la unión personal de Aragón y Castilla en 1479 mediante el matrimonio de Fernando de Aragón e Isabel de Castilla, Sicilia se convirtió en un virreinato de la recién creada monarquía española. En 1516, los Habsburgo subieron al trono español en sustitución de los Trastámara. Debido a la guerra de sucesión española, Sicilia pasó a manos de los Saboya, que la cedieron a Austria en 1720 a cambio de Cerdeña. En 1734, la corona pasó a manos de los Borbones.

#### Trastámara (1412-1555)
| Nombre                                     | Retrato | Nacido                  | Finado              | Reinado             | Reinado             | Matrimonio                                                                          | Nota |
| Nombre                                     | Retrato | Nacido                  | Finado              | Inicio              | Final               | Matrimonio                                                                          | Nota |
| ------------------------------------------ | ------- | ----------------------- | ------------------- | ------------------- | ------------------- | ----------------------------------------------------------------------------------- | --- |
| Fernando I el Justo                        |         | 27 de noviembre de 1380 | 2 de abril de 1416  | 28 de junio de 1412 | 2 de abril de 1416  | Leonor de Alburquerque cinco hijos y dos hijas                                      | Sobrino de Martín II; Rey de Aragón                                                                        |
| Alfonso el Magnánimo o el Sabio o el Justo |         | 1396                    | 27 de junio de 1458 | 2 de abril de 1416  | 27 de junio de 1458 | María de Trastámara sin hijos                                                       | Hijo de Fernando; Alfonso V como Rey de Aragón; desde el 2 de junio de 1442 también Rey de Nápoles         |
| Juan (Giovanni) el Justo                   |         | 29 de junio de 1397     | 20 de enero de 1479 | 27 de junio de 1458 | 20 de enero de 1479 | (1) Blanca de Navarra dos hijos y dos hijas (2) Juana Enríquez un hijo y tres hijas | Hijo de Fernando I; Juan II como Rey de Aragón                                                             |
| Fernando II el Católico                    |         | 10 de marzo de 1452     | 23 de enero de 1516 | 20 de enero de 1479 | 23 de enero de 1516 | (1) Isabel I de Castilla un hijo y cuatro hijas (2) Germana de Foix un hijo         | Hijo de Juan y de Juana; Rey de Aragón; desde el 31 de marzo de 1504 también Rey de Nápoles                |
| Juana la Loca (la Pazza)                   |         | 6 de noviembre de 1479  | 12 de abril de 1555 | 23 de enero de 1516 | 12 de abril de 1555 | Felipe Habsburgo dos hijos y cuatro hijas                                           | Hija de Fernando; Reina de Castilla y Aragón; reinó solo nominalmente sin detentar nunca el poder efectivo |

#### Habsburgo (1516-1700)
| Nombre                | Retrato | Nacido                 | Finado                   | Reinado                  | Reinado                      | Matrimonio | Nota                                                                     |
| Nombre                | Retrato | Nacido                 | Finado                   | Inicio                   | Final                        | Matrimonio | Nota                                                                     |
| --------------------- | ------- | ---------------------- | ------------------------ | ------------------------ | ---------------------------- | --- | ------------------------------------------------------------------------ |
| Carlos II de Sicilia  |         | 24 de febrero de 1500  | 21 de septiembre de 1558 | 23 de enero de 1516      | 16 de enero de 1556 (abdica) | Isabel de Portugal tres hijos y dos hijas | Hijo de Juana; Emperador como Carlos V; Rey de España como Carlos I      |
| Felipe I de Sicilia   |         | 21 de mayo de 1527     | 13 de septiembre de 1598 | 16 de enero de 1556      | 13 de septiembre de 1598     | (1) María Manuela de Portugal un hijo (2) María I de Inglaterra dos hijos (3) Isabel de Valois (reina de España) cinco hijas (4) Ana de Austria cuatro hijos y una hija | Primogénito de Carlos; Rey de España como Felipe II                      |
| Felipe II de Sicilia  |         | 14 de abril de 1578    | 31 de marzo de 1621      | 13 de septiembre de 1598 | 31 de marzo de 1621          | Margarita de Austria-Estiria cuatro hijos y cuatro hijas | Cuartogénito de Felipe II y Ana; Rey de España como Felipe III           |
| Felipe III de Sicilia |         | 8 de abril de 1605     | 17 de septiembre de 1665 | 31 de marzo de 1621      | 17 de septiembre de 1665     | (1) Isabel de Francia un hijos y seis hijas (2) Mariana de Austria tres hijos y dos hijas                                                                               | Primogénito varón de Felipe III; Rey de España como Felipe IV            |
| Carlos III de Sicilia |         | 6 de noviembre de 1661 | 1 de noviembre de 1700   | 17 de septiembre de 1665 | 1 de noviembre de 1700       | (1) María Luisa de Orleans sin hijos (2) Mariana de Neoburgo sin hijos                                                                                                  | Tercer hijo varón de Felipe IV e María Ana; Rey de España como Carlos II |

#### Borbones de España (1700-1713)
Carlos II de España muere sin heredero y la corona pasa a la dinastía de los Borbones. En su testamento, Carlos II eligió como sucesor al segundo hijo de Luis, el Gran Delfín, de Francia, hijo a su vez de Luis XIV y de María Teresa de España, hermana de Carlos II, iniciando así la dinastía Borbón de España.
| Nombre               | Retrato | Nacido                  | Finado             | Reinado                 | Reinado                        | Matrimonio                                                                                    | Nota |
| Nombre               | Retrato | Nacido                  | Finado             | Inicio                  | Final                          | Matrimonio                                                                                    | Nota |
| -------------------- | ------- | ----------------------- | ------------------ | ----------------------- | ------------------------------ | --------------------------------------------------------------------------------------------- | --- |
| Felipe IV de Sicilia |         | 19 de diciembre de 1683 | 9 de julio de 1746 | 16 de noviembre de 1700 | 11 de abril de 1713 (depuesto) | (1) María Luisa Gabriela de Saboya cuatro hijos (2) Isabel Farnesio custro hijos y tres hijas | Nieto de Luis XIV y de su mujer María Teresa de Austria, hermana de Carlos; Rey de España como Felipe V |

#### Saboya (1713-1720)
Felipe V de España perdió el reino a manos de los Habsburgo de Austria en la guerra de sucesión española, de facto en 1707, formalmente en 1713 con la Paz de Utrecht. Las cláusulas de este tratado preveían la cesión de Sicilia a los Saboya.
| Nombre        | Retrato | Nacido             | Finado                | Reinado             | Reinado                        | Matrimonio                                   | Nota                                                  |
| Nombre        | Retrato | Nacido             | Finado                | Inicio              | Final                          | Matrimonio                                   | Nota                                                  |
| ------------- | ------- | ------------------ | --------------------- | ------------------- | ------------------------------ | -------------------------------------------- | ----------------------------------------------------- |
| Victor Amadeo |         | 14 de mayo de 1666 | 31 de octubre de 1732 | 11 de abril de 1713 | 20 de febrero de 1720 (abdica) | Ana María de Orleans tres hijos y tres hijas | Duque de Saboya; diviene en Rey de Cerdeña en el 1720 |

#### Habsburgo (1720-1734)
Con el Tratado de La Haya de 1720 Víctor Amadeo II de Saboya cedió la corona de Sicilia al Archiduque de Austria, obteniendo a cambio el Reino de Cerdeña.
| Nombre               | Retrato | Nacido               | Finado                | Reinado               | Reinado                       | Matrimonio                                                     | Nota                     |
| Nombre               | Retrato | Nacido               | Finado                | Inicio                | Final                         | Matrimonio                                                     | Nota                     |
| -------------------- | ------- | -------------------- | --------------------- | --------------------- | ----------------------------- | -------------------------------------------------------------- | ------------------------ |
| Carlos IV de Sicilia |         | 1 de octubre de 1685 | 20 de octubre de 1740 | 20 de febrero de 1720 | 2 de julio de 1735 (depuesto) | Isabel Cristina de Brunswick-Wolfenbüttel un hijo y tres hijas | Emperador como Carlos VI |

#### Borbones de Nápoles y Sicilia (1735-1816)
El Reino fue conquistado por los ejércitos españoles entre 1734 y 1735, durante la guerra de sucesión polaca. Con el Tratado de Viena de 1738 obtuvo la independencia y fue asignado a una rama de los Borbones de España: los Borbones de Nápoles y Sicilia.
| Nombre                  | Retrato | Nacido              | Finado                  | Reinado              | Reinado                       | Matrimonio | Nota                                                                                             |
| Nombre                  | Retrato | Nacido              | Finado                  | Inicio               | Final                         | Matrimonio | Nota                                                                                             |
| ----------------------- | ------- | ------------------- | ----------------------- | -------------------- | ----------------------------- | --- | ------------------------------------------------------------------------------------------------ |
| Carlos V de Sicilia     |         | 20 de enero de 1716 | 14 de diciembre de 1788 | 3 de julio de 1735   | 10 de agosto de 1759 (abdica) | María Amalia de Sajonia seis hijos y siete hijas                                                                     | Hijo de Felipe V de España; Carlos VII como Rey de Nápoles; desde el 1759 fue Rey de España      |
| Fernando III de Sicilia |         | 12 de enero de 1751 | 4 de enero de 1825      | 6 de octubre de 1759 | 12 de diciembre de 1816       | (1) María Carolina de Austria siete hijos y once hijas hijas (2) Lucía Migliaccio (Matrimonio morganático) sin hijos | Tercer hijo varón de Carlos; Fernando IV como Rey de Nápoles; depuesto de Nápoles de 1799 a 1806 |

En 1816, el Reino de Nápoles y el Reino de Sicilia se unificaron formalmente en el Reino de las Dos Sicilias.

## Rey de Sicilia (1848-1849)
Tras la Revolución siciliana de 1848, el Parlamento siciliano proclamó la independencia de la isla y declaró depuesto al rey de las Dos Sicilias Ferdinando II. Sicilia se constituyó en reino independiente y una delegación de parlamentarios se dirigió a Turín para ofrecer la corona al príncipe saboyano Fernando de Saboya e hijo de Carlos Alberto de Cerdeña. El 10 de julio de 1848, el príncipe fue elegido oficialmente rey de Sicilia con el nombre de “'Alberto Amadeo”'. El nuevo soberano nunca tomó posesión de su reino y el 6 de agosto siguiente rechazó oficialmente el nombramiento real. El Parlamento buscó sin éxito un nuevo soberano, pero en mayo de 1849 el ejército borbónico aplastó finalmente la revuelta, poniendo fin a la independencia siciliana.

### Saboya (1848)
| Nombre         | Retrato | Nacido                  | Finado                | Reinado             | Reinado             | Matrimonio                           | Nota                                                               |
| Nombre         | Retrato | Nacido                  | Finado                | Inicio              | Final               | Matrimonio                           | Nota                                                               |
| -------------- | ------- | ----------------------- | --------------------- | ------------------- | ------------------- | ------------------------------------ | ------------------------------------------------------------------ |
| Alberto Amadeo |         | 15 de noviembre de 1822 | 10 de febrero de 1855 | 10 de julio de 1848 | 6 de agosto de 1848 | Isabel de Sajonia un hijo y una hija | Duque de Génova; hijo del Rey de Cerdeña Carlos Alberto de Cerdeña |